# Peñasco, Novi Meksiko

Peñasco je popisom određeno mjesto u okrugu Taosu u američkoj saveznoj državi Novom Meksiku. Prema popisu stanovništva SAD 2010. ovdje je živjelo 589 stanovnika. 
Dio je slikovite visoke ceste do Taosa (eng. izvorno High Road to Taos).

## Zemljopis
Nalazi se na 36°10′19″N 105°41′22″W / 36.17194°N 105.68944°W (36.172073, -105.689491). Prema Uredu SAD-a za popis stanovništva, zauzima 3,1 km2 površine, sve suhozemne.

## Stanovništvo
Prema podatcima popisa 2010. ovdje je bilo 589 stanovnika, 246 kućanstava od čega 157 obiteljskih, a stanovništvo po rasi bili su 61,0% bijelci, 0,3% "crnci ili afroamerikanci", 0,3% "američki Indijanci i aljaskanski domorodci", 0,0% Azijci, 0,0% "domorodački Havajci i ostali tihooceanski otočani", 31,3% ostalih rasa, 7,3% dviju ili više rasa. Hispanoamerikanaca i Latinoamerikanaca svih rasa bilo je 90,5% (meksičkih 32,8%, kubanskih 0,2%, portorikanskih 0%, ostalih 57,6%).